# Bezuchov
Bezuchov település Csehországban, Přerovi járásban. Bezuchov Šišma, Kladníky, Žákovice, Oprostovice, Radkova Lhota és Dřevohostice településekkel határos. Lakosainak száma 187 fő (2024. január 1.).

## Népesség
A település lakosságának változását az alábbi diagram mutatja:
| Lakosok száma | 260  | 312  | 354  | 254  | 202  | 173  | 184  | 195  | 185  | 187  |
|               | 1869 | 1890 | 1921 | 1950 | 1980 | 2001 | 2017 | 2019 | 2022 | 2024 |